# Підготовка до того, щоб бути разом невизначену кількість часу
«Підготовка до безстрокового співжиття» (угор. Felkészülés meghatározatlan ideig tartó együttlétre) — угорський драматичний фільм 2020 року режисера Лілі Горват. Прем'єра фільму відбулася на Венеціанському кінофестивалі 6 вересня 2020 року, в угорських кінотеатрах фільм вийшов у прокат на 18 днів пізніше.
Фільм був обраний як такий, що представляє Угорщину в номінації «Найкращий повнометражний фільм іноземною мовою» на 93-й церемонії вручення премії «Оскар», але так і не був номінований.

## Сюжет
На конференції у Нью-Джерсі досвідчений нейрохірург Марта Візі зустрічається з лікарем Яношем Дрекслером. Марта закохується в Яноша з першого погляду. За місяць закохані знову зустрічаються, але вже на мосту Свободи у Будапешті. Звільнившись із роботи в Америці і повернувшись до Угорщини, Марта прагне зустрітися з Яношем і домовляється про зустріч, але у призначений час він не приходить. Прийшовши до Будапештського медичного університету, Марта бачить Яноша, але той каже їй, що вони ніколи раніше не зустрічалися.
Вирішивши залишитися в Будапешті, Марта винаймає стару квартиру і влаштовується на роботу до лікарні, в якій працює Янош. Там вона викликає гнів колег через своє ставлення до пацієнтів лікарні. Вона стежить за Яношем після роботи. Незабаром Марта починає відвідувати терапевта, оскільки починає сумніватися, чи мала місце перша зустріч і шукає діагноз розладу особистості.

## Критика
Агрегатор рецензій Rotten Tomatoes дає фільму рейтинг 88% на основі 56 відгуків із середньою оцінкою 7/10. На думку критиків сайту, «у фільму дуже громіздка назва, але він розповідає про природу кохання з похвальною ясністю».

## Головні ролі
- Наташа Шторк ― Марта Візі
- Віктор Бодо ― Янош Дрекслер
- Бенетт Вільманьї ― Алекс
- Жольт Надь ― Криван Барна
- Пітер Той - психіатр
- Андор Лукатс - Фрід

## Нагороди
| Фестиваль                          | Дата           | Результат | Примітки |
| ---------------------------------- | -------------- | --------- | -------- |
| Міжнародний кінофестиваль у Чикаго | 25 жовтня 2020 | Перемога  | [ 6 ]    |
| Незалежний дух                     | 22 квітня 2021 | Номінація | [ 7 ]    |